# Scyllarus cultrifer
Scyllarus cultrifer är en kräftdjursart som först beskrevs av Ortmann 1897.  Scyllarus cultrifer ingår i släktet Scyllarus och familjen Scyllaridae. Inga underarter finns listade i Catalogue of Life.